# Coelotes takanawaensis
Coelotes takanawaensis là một loài nhện trong họ Amaurobiidae.
Loài này thuộc chi Coelotes. Coelotes takanawaensis được miêu tả năm 2009 bởi Nishikawa.